# Parafia św. Rafała Kalinowskiego w Dziebałtowie
Parafia Świętego Rafała Kalinowskiego w Dziebałtowie – rzymskokatolicka parafia w Nowym Dziebałtowie, należąca do dekanatu koneckiego w diecezji radomskiej.

## Historia
Kościół został zbudowany w latach 1983–1985 z inicjatywy proboszcza parafii w Kazanowie ks. Mariana Ludwińskiego jako punkt filialny parafii Kazanów. Poświęcenia świątyni dokonał w 1986 roku biskup Adam Odzimek. W tym samym roku utworzono wikariat samodzielny, a parafię erygowano 1 lipca 1987 roku. Konsekracji kościoła dokonał bp Zygmunt Zimowski 10 czerwca 2007 roku. Kościół jest orientowany, jednonawowy, z czerwonej cegły.

## Proboszczowie
- 1987–2006 – ks. kan. Zenon Kicior
- 2006–2021 – ks. kan. Wiesław Szymkiewicz
- od 2021 – ks. Jarosław Wasilewski

## Terytorium
Do parafii należą miejscowości: Nowy Dziebałtów, Stary Dziebałtów, Stary Sokołów, Nowy Sokołów, Wincentów, Gatniki.